# David Sani
Pour les articles homonymes, voir Sani.
David Giuseppe Sani (1828-1914) est un peintre italien, principalement de sujets de genre.

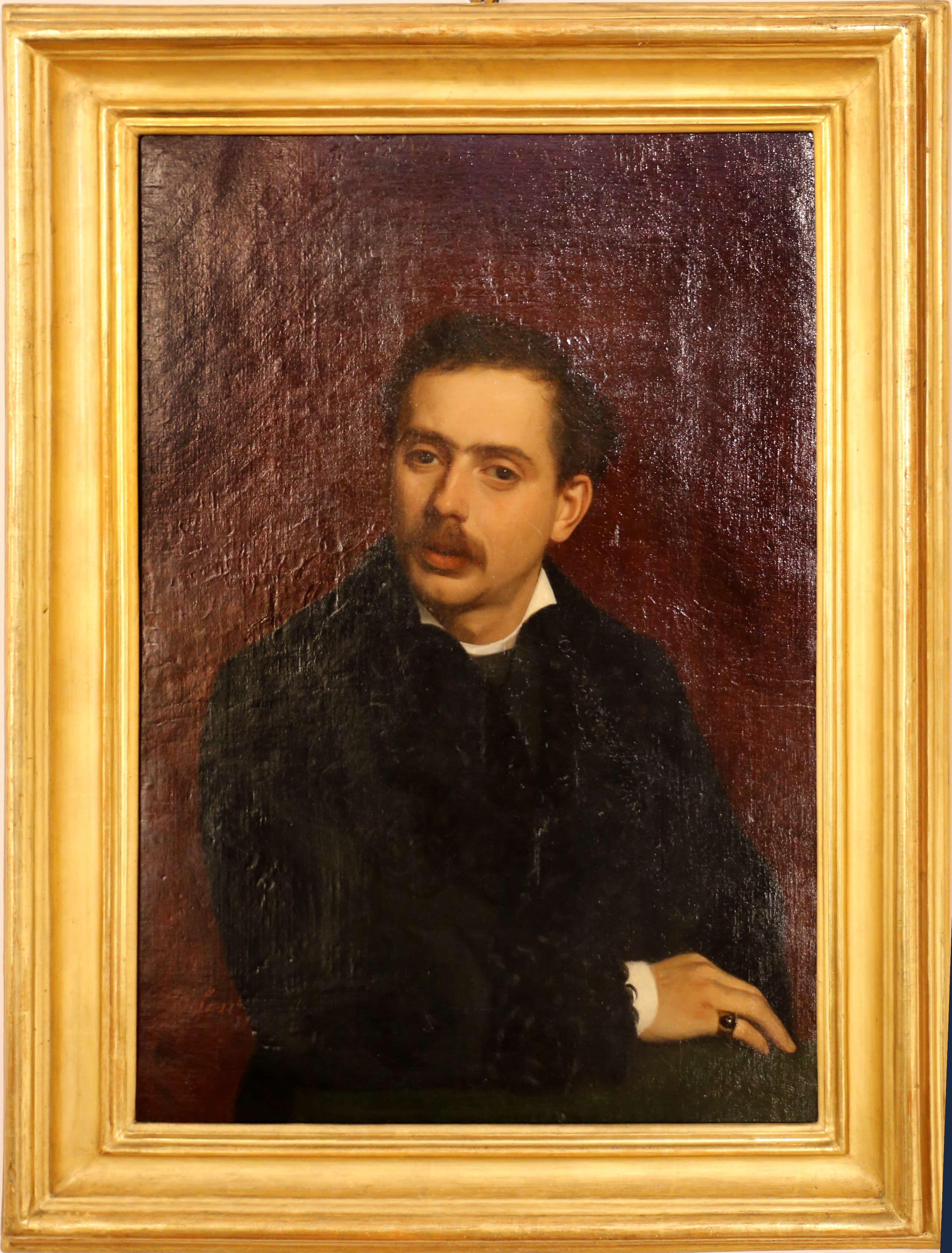

## Biographie
David Sani naît et réside à Florence. Parmi ses œuvres, citons La Vocation de la musique et La Récréation, exposés à Florence en 1882. En 1884, lors de l'exposition de la Société pour l'encouragement des beaux-arts de Florence, il expose trois peintures représentant Dans la garde-robe, Quelles belles couleurs ! et La Petite Ménagère,.